# Остроух нощник
Остроухият нощник (Myotis blythii) е вид дребни бозайници от семейство Гладконоси прилепи (Vespertilionidae). Разпространен е в Средиземноморието, Близкия изток, Задкавказието, Централна Азия, Северна Индия до Бангладеш и Бутан, Северен Китай. В България се среща подвидът M. b. oxygnathus, разпространен в цялата страна до надморска височина от 1400 m, най-често в карстови райони.
Остроухият нощник има маса 15-30 g, а дължината на тялото с главата му е 59–74 mm. Цветът му е сиво-кафяв по гърба до сиво-белезникав по корема. Ушите са кафяви, сравнително дълги и наведени напред, с дълъг и заострен трагус. Крилата са широки, а опашката е по-дълга от тялото, с връх излизащ извън междубедрената мембрана. Външно остроухият нощник силно наподобява сродния вид голям нощник (Myotis myotis), от който се отличава главно по по-малкия размер на черепа.
Остроухият нощник извършва сезонни миграции между летни и зимни местообиталища, които може да са разположени на разстояние 60-70 до 160 km едно от друго. Обитава пещери, като температурата на зимните убежища варира от 3 до 15 °C. Образува големи колонии, често смесени с други видове прилепи. Копулацията протича през есента, като женските раждат по едно малко в края на май или началото на юни. Малките започват да летят след около 30 дни и стават напълно самостоятелни след 50 дни. Продължителността на живота достига 30 години. При полет остроухият нощник се ориентира чрез ехолокация, като излъчва честотномодулирани сигнали с честота 26-35 kHz. Храни се предимно с насекоми, най-често дървесни скакалци (Tettigoniidae).